# Tempora mutantur
Tempora mutantur, nos et mutamur in illis, lateinisch für „Die Zeiten ändern sich, und wir ändern uns in ihnen“, ist ein Hexameter, der seit dem 16. Jahrhundert als Sprichwort belegt ist. Er geht auf den Vers tempora labuntur tacitisque senescimus annis … („Die Zeiten gleiten dahin, und ohne uns die Jahre ins Bewusstsein zu bringen, werden wir alt ...“) aus Ovids Fasti zurück.
Vor 1554 erweiterte Caspar Huberinus das Motiv Ovids:
Tempora labuntur, tacitisque senescimus annis;
Tempora mutantur, nosque mutamur in illis.
Eine deutsche Übersetzung fügte 1565 Johannes Nas bei:
Tempora mutantur et nos mutamur in ipsis;
Die zeit wirdt verendert / vnd wir in der zeit.
Die Fassung … et nos mutamur in illis erschien ein Jahr später bei Andreas Gartner.
Matthias Borbonius widmete 1595 dem Schicksal Kaiser Lothars I. den Zweizeiler:
Omnia mutantur, nos et mutamur in illis;
Illa vices quasdam res habet, illa vices.
Die Fassung Tempora mutantur et nos mutamur in illis ist prosodisch nicht korrekt: Der Längenstruktur des Verses nach muss die erste Hälfte des dritten Versfußes (hier das -ntur von mutantur) lang sein; da -ntur von Natur aber nicht lang ist, ist eine Längung mittels Positionslänge nötig. Eine Positionslänge liegt vor, wenn auf einen Vokal mindestens zwei Konsonanten folgen: In diesem Fall muss also nos auf mutantur folgen, so dass sich an das -u die Konsonanten r und n anschließen. Wenn hingegen mit et angeschlossen wird, ist die Positionslänge von -ntur nicht gewährleistet, weshalb der Vers in diesem Fall nicht den Regeln der Prosodie entspricht.
Allerdings ist die strikte Einhaltung dieser Regeln hier nicht zwingend, wie der Zürcher Altphilologe Klaus Bartels darlegt: „In der klassischen lateinischen Dichtung (steht) an dieser Stelle – in der Hebung, vor der Zäsur – durchaus hie und da eine kurze Endsilbe, die dann als «metrisch gedehnt» gilt. Ein «-r» im Auslaut lässt sich ja auch wirklich gut gedehnt vorstellen. Ein geflügeltes Exempel und eine nahe Parallele ist der vielzitierte Vergilvers (Bucolica 10, 69): Omnia vincit amor, et nos cedamus amori (Die Liebe besiegt alles, ergeben auch wir uns der Liebe; Red.). Das Standardwerk von Friedrich Crusius, Römische Metrik, § 31, nennt weitere Klassikerstellen.“
Vergleichbar sind auf der einen Seite das Leitwort der Ovidischen «Metamorphosen» («Verwandlungen»), 15, 165 und 214 ff.: Omnia mutantur, «Alles ändert sich», auf der anderen Seite eine in der Gestalt entsprechende, in der Sache widersprechende spätantike Sentenz bei dem spätantiken Epiker Gorippus, Johannis 7, 91: Tempora permutas nec tu mutaris in illis, «Die Zeiten wechselst du, doch du änderst dich nicht in ihnen».